# Zona Franca de Punta Arenas
La Zona Franca de Punta Arenas (zonAustral) es un centro comercial chileno ubicado en Punta Arenas, región de Magallanes y la Antártica Chilena. Es uno de los más importantes de la Patagonia chilena.
Creada por D. L. 1055 del Ministerio de Hacienda en 1977. El 12 de septiembre de ese año fue inaugurada oficialmente por el intendente regional, Nilo Floody, y su administración fue entregada a la Sociedad Administradora Zona Franca Punta Arenas, en la cual participaban grupos financieros asociados a los bancos O'Higgins y de Chile.
A partir del año 2007 y por un plazo de 30 años, es administrada por Sociedad de Rentas Inmobiliarias Ltda.(SRI), inversión perteneciente al Grupo Fischer, con intereses en los rubros salmones, inmobiliario, transporte aéreo, ganadería, casinos y hoteles. El Grupo Fischer ha invertido en la Región de Magallanes y la Antártica Chilena más de US$ 115 millones, y da empleo directo a cerca de 550 personas. Fono: 56 - 61 - 2362 000 

## Régimen Aduanero
Mientras las mercancías permanezcan en Zona Franca se considerarán como si estuvieran en el extranjero y, por lo tanto,no estarán afectadas al pago de derechos, impuestos, tasas y demás gravámenes que afectan a la importación de bienes bajo el Régimen General de comercio exterior del país.

## Régimen Tributario
- Exención del impuesto de Primera Categoría (25%).
- Crédito para socios/accionistas 50% Primera Categoría contra IGC o IA
- Exención del pago de IVA (19%).

## Zona Franca de Extensión
Condición referida a la región situada inmediatamente adyacente a la Zona Franca de Punta Arenas. A contar del 11 de noviembre de 2004, según lo establece la Ley N° 19.946, se incluyen la región de Aysén y la provincia de Palena.

## Ubicación
La Zona Franca - zonAustral está ubicada en el sector norte de la ciudad de Punta Arenas. Cuenta con 53 hectáreas de terreno, (entrada principal poniente) y Costanera del Estrecho (entrada oriente) y (entrada norte), por el sur la Zona franca limita con el Campus Central de la Universidad de Magallanes.

## Objetivo
Promover e impulsar el desarrollo y progreso económico y social de la Región de Magallanes y de la Antártica Chilena., Región de Aysén y Provincia de Palena. Dinamizar la industria y el comercio, facilitando el intercambio y conexión con el mundo. Con lo anterior, Zona Franca - zonAustral propone generar valor para los Usuarios, clientes, consumidores y accionistas, enfocados en el talento humano, la comunidad y el medio ambiente, con el objeto de mejorar la calidad de vida de los habitantes de estas regiones.

## Mall zonAustral
El Mall zonAustral o Módulo Central está ubicado en el interior del recinto franco de Punta Arenas. Es el principal centro comercial de la Patagonia Chilena. Con más de 17.000 m² de moderna infraestructura y con más de 120 comercios instalados, se constituye como un punto de encuentro de la familia magallánica, siendo además un gran atractivo turístico para los visitantes del resto del país y de la Patagonia Argentina por sus convenientes precios en productos principalmente tecnológicos.

## Aportes al Gobierno Regional
El 28% de los ingresos de la concesionaria son entregados al Gobierno Regional, lo que instala a la concesionaria como la franquicia que más retorno social genera en la región. Desde el inicio de la concesión la empresa ha pagado más de $21.463 millones en 12 años de ininterrumpido crecimiento de ingreso y visitas. Entregando el año 2019 a la intendencia $2.667.276.267, cuantiosa cifra que supera en 9,8 % al monto entregado el año anterior. [cita requerida]